# Greg Wise
Matthew Gregory „Greg” Wise (ur. 15 maja 1966 w Newcastle upon Tyne) – angielski aktor i producent teatralny, filmowy i telewizyjny, znany przede wszystkim jako John Willoughby w uhonorowanym Oscarem za najlepszy scenariusz adaptowany filmie Rozważna i romantyczna.

## Życiorys

### Wczesne lata
Urodził się w Newcastle upon Tyne, jako syn wybitnego architekta Douglassa Wise, profesora Newcastle University. Uczęszczał do St Peter’s School w Yorku. Studiował potem architekturę na Heriot-Watt University w Edynburgu, gdzie także występował w Edinburgh University Theatre Company. Następnie przeniósł się do Glasgow, gdzie w 1991 roku ukończył studia na wydziale aktorskim Royal Scottish Academy of Music and Drama. Później udał się na Daleki Wschód.

### Kariera
Po raz pierwszy wystąpił na scenie w musicalu Good Rockin 'Tonight. Grywał w telewizyjnych produkcjach BBC: The Riff Raff Element (1993) jako Alister, Zdobywcy (The Buccaneers, 1995) z Carlą Gugino, Księżycowy klejnot (The Moonstone, 1997), Madame Bovary (2000) z Frances O’Connor i Powrót do Cranford (Cranford, 2007-2009) jako sir Charles Maulver.
Powrócił na scenę w przedstawieniach: Tessa d’Urberville Thomasa Hardy’ego i Brzemię rzeczy utraconych Kiran Desai w The Carte Noire Readers. W 1992 roku grał kapitana Plume w sztuce Georges’a Farqhuara Rekrutacyjny oficer (The Recruiting Officer) w Royal Exchange Theatre w Manchesterze. Był narratorem audiobooka Naxos Audiobooks Portret Doriana Graya Oscara Wilde’a.
Znalazł się w obsadzie dramatu Anga Lee Rozważna i romantyczna (Sense and Sensibility, 1995) według powieści Jane Austen z Emmą Thompson, Alanem Rickmanem, Kate Winslet i Hugh Grantem, ekranizacji powieści H.E. Batesa Smaki lipca (Feast of July, 1995) z Embeth Davidtz i Jamesem Purefoyem, filmie fantasy Jeroena Krabbé Odkrycie nieba (Discovery of Heaven, 2001) według powieści Harry’ego Mulischa ze Stephenem Fry, a także telewizyjnej komedii romantycznej Hallmark Channel Jej własny miesiąc miodowy (Honeymoon for One, 2011) z Nicollette Sheridan.
W 2009 wraz z Emmą Thompson wziął udział w akcji ochrony ryb w wodach europejskich Międzynarodowej Unii Ochrony Przyrody.

## Życie prywatne
29 lipca 2003 poślubił Emmę Thompson. Mają córkę Gaię Romilly (ur. 4 grudnia 1999). W 2003 adoptowali Tindyebwa Agaba (ur. 1987) z Rwandy.

## Filmografia

### Filmy fabularne
- 1995: Smak lipca (Feast of July) jako Arch Wilson
- 1995: Rozważna i romantyczna (Sense and Sensibility) jako John Willoughby
- 1999: Afryka (Africa) jako Josh Sinclair
- 1999: Szalone krowy (Mad Cows) jako Alex
- 2001: Odkrycie nieba (Discovery of Heaven) jako Max
- 2002: Wzgórza jak białe słonie (Hills Like White Elephants) jako Amerykanin
- 2003: Johnny English jako agent pierwszy
- 2003: Pięć księżycowych placów (Five Moons Plaza) jako Francesco Doni
- 2004: Każde siedem lat (Every Seven Years) jako przyjaciel
- 2005: Tristram Shandy: Wielka ściema (A Cock and Bull Story) jako Greg
- 2005: Bobby – najwierniejszy z psów (Greyfriars Bobby) jako minister Lee
- 2008: Zniknięcia (The Disappeared) jako Jake Ryan

### Filmy TV
- 1992: Męskie zakończenie (A Masculine Ending) jako Jamie Baird
- 1993: Ludzie Typhona (Typhon’s People) jako Cato Macgill/Adam Prime
- 1996: Kamień księżycowy (The Moonstone) jako Franklin Blake
- 1997: Miejsce martwego (The Place of the Dead) jako kapral Hugh Brittan
- 1997: Szpital! (Hospital!) jako dr Jim Nightingale
- 1997: Dom Frankensteina (House of Frankenstein) jako Crispian Grimes
- 1998: Po drugiej stronie lustra (Alice Through the Looking Glass) jako Czerwony Rycerz
- 2000: Madame Bovary jako Rodolphe
- 2002: Syreny (Sirens) jako Oliver Rice
- 2003: Horatio Hornblower (Horatio Hornblower 3) jako major Côtard
- 2003: Horatio Hornblower (Hornblower: Duty) jako major Andre Côtard
- 2006: Elizabeth David: życie w przepisach (Elizabeth David: A Life in Recipes) jako Peter Higgins
- 2006: Numer 13 (Number 13) jako profesor Anderson
- 2007: Agatha Christie: Miss Marple (Marple: Towards Zero) jako Neville Strange
- 2007: Dowódca: Fraudster (The Commander: The Fraudster) jako Mark Davy
- 2014: Rosamunde Pilcher: Moje nieznane serce (Rosamunde Pilcher: Mein unbekanntes Herz, TV) jako Duncan Lancaster

### Seriale TV
- 1992: Covington Cross jako Henryk Gault
- 1992: Riff-Raff (The Riff-Raff Element) jako Alister
- 1994: Taggart jako Gregg Martin
- 1995: Zdobywcy (The Buccaneers) jako Guy Thwaite
- 1996: Opowieści z krypty (Tales from the Crypt) jako Justin Amberson
- 1999: Wonderful You jako Marshall
- 2005: According to Bex jako Charles Mathers
- 2006: Proces i odwet (Trial & Retribution) jako John Harrogate
- 2007: Powrót do Cranford (Return to Cranford) jako sir Charles Maulver
- 2007: Proces i odwet (Trial & Retribution) jako John Harrogate
- 2008: Miejsce egzekucji (Place of Execution) jako Philip Hawkin
- 2009: Powrót do Cranford (Return to Cranford) jako sir Charles Maulver
- 2016–2017: The Crown jako lord Louis Mountbatten (sezon 1-2)